# Leptocythere macallana
Leptocythere macallana är en kräftdjursart som först beskrevs av Brady och Robertson 1869.  Leptocythere macallana ingår i släktet Leptocythere och familjen Leptocytheridae. Arten har ej påträffats i Sverige. Inga underarter finns listade i Catalogue of Life.